# Les Yeux fermés (film, 1972)
Pour les articles homonymes, voir Les Yeux fermés.
Pour plus de détails, voir Fiche technique et Distribution.
Les Yeux fermés est un film français réalisé par Joël Santoni en 1972, sorti en 1973.

## Synopsis
Un homme, marqué par un suicide, dont les yeux sont malades, se met à jouer aux aveugles et erre dans Paris et bascule dans la folie.

## Fiche technique
- Titre : Les Yeux fermés
- Réalisation : Joël Santoni, assisté de Laurent Ferrier
- Scénario : Claude Breuer, Jeanne Bronner et Joël Santoni
- Photographie : Pierre-William Glenn
- Montage : Thierry Derocles
- Musique : Terry Riley
- Société de production : Delfilms
- Genre : drame
- Format : couleur (Eastmancolor) - Son : monophonique
- Pays :  France
- Durée : 118 minutes
- Date de sortie :  France, 25 octobre 1973

## Distribution
- Gérard Desarthe : Yvan
- Lorraine Rainer : Xénie
- Marcel Dalio : le vieux monsieur
- Jean Carmet : Raoul
- Lucien Raimbourg : Pépère
- Bernard Murat : un agent commercial
- Raoul Billerey : Bernard
- Pierre Nunzi : le prêtre
- Pierre-William Glenn : Léonard
- Jean Lescot : ?
- Dominique Labourier : Caroline

## Autour du film
- Première collaboration entre Jean Carmet et Joël Santoni. Ils se retrouveront en 1975 avec  Les Œufs brouillés.